# Still Ill
Still Ill è l'album del gruppo hardcore punk svedese The Vectors, pubblicato nel 2003 dalla Busted Heads Records.

## Tracce
1. Don't Need Nothing
2. We Are The New Plague
3. Damage
4. Blitz And Glitz
5. You're Dead
6. You're A Joke
7. Cut Off Your Ears
8. Shootin Out Your Lights
9. I Ain't Yours
10. Spit On You
11. Everyone's Against Me
12. Kill
13. Enter Armageddon

## Formazione
- Karl Backman - voce, chitarra
- Pelle Backman - voce, basso
- Jens Nordén - batteria